# Westland-Affäre

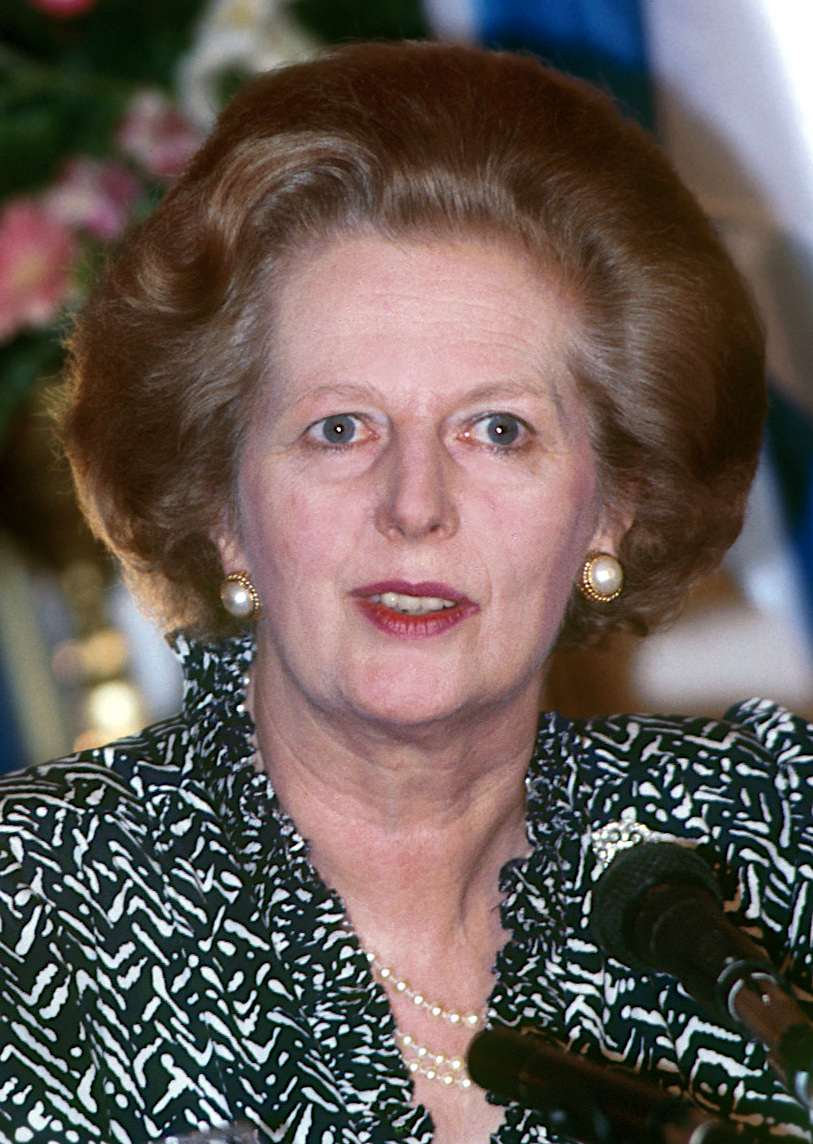
Margaret Thatcher

Die Westland-Affäre war eine innerpolitische Auseinandersetzung zwischen der konservativen Premierministerin Margaret Thatcher und dem Kabinettsmitglied Michael Heseltine Ende 1985 bis Mitte 1986. Grund der Auseinandersetzung war die Zukunft des in ökonomische Schwierigkeiten geratenen einzigen britischen Hubschrauberherstellers Westland Helicopters. Während Verteidigungsminister Heseltine eine Übernahme der Firma durch ein europäisches Konsortium bevorzugte, hatte Thatcher sich dem Votum der Firmenmanager angeschlossen und eine Kooperation mit der amerikanischen Sikorsky Aircraft Corporation bevorzugt. Im Verlauf wurde die Westland-Affäre zunehmend in der Öffentlichkeit ausgetragen und fügte Thatchers Ansehen schweren politischen Schaden zu. Im Ergebnis trat Heseltine von seinem Posten zurück. Thatchers Gefolgsmann Leon Brittan musste ebenfalls von seinem Kabinettsposten zurücktreten, nachdem bekannt wurde, dass er ein Dossier der Presse zugespielt hatte, um Heseltines Position zu unterminieren. In der Folge musste Thatcher eine kritische Unterhausdebatte überstehen.

## Politischer Hintergrund

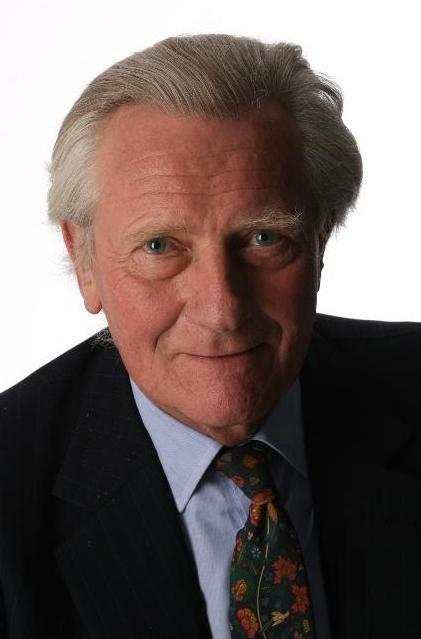
Michael Heseltine (Foto von 2007)

Bereits seit 1979 im Amt, war Margaret Thatchers Regierung 1983 mit großer Mehrheit wiedergewählt worden. Danach hatte sie zahlreiche teils umstrittene innenpolitische Reformen eingeleitet und durch den für ihre Regierung erfolgreich beendeten Bergarbeiterstreik die Macht der englischen Gewerkschaften langfristig gebrochen. Mitte 1985 schien ihre Autorität unangefochten.
Michael Heseltine hatte in Oxford studiert und war als Verleger zum Millionär geworden, bevor er in die Politik wechselte. 1979 in Thatchers erster Regierung zum Umweltminister ernannt, stieg Heseltine im Januar 1983 zum Verteidigungsminister auf. Er hatte sich auf Parteitagen der Konservativen sowohl als wortstarker Redner als auch als effektiver Minister empfohlen. Thatcher und Heseltine hatten jedoch unterschiedliche politische Ansichten. Heseltine war von seiner Grundeinstellung europhil und bekannt als Dirigist. Thatcher, instinktiv proamerikanisch, misstraute Heseltine aufgrund seiner bevorzugt interventionistischen Wirtschaftspolitik. Er war nie ihren wirtschaftspolitischen Idealen verpflichtet gewesen und sie sah ihn seit längerem als einen potentiellen Rivalen. Jedoch fühlte sie sich nie stark genug, um Heseltine aus dem Kabinett zu entlassen. Umgekehrt war der flamboyante Heseltine als sehr ambitionierter Politiker bekannt, dessen erklärtes Ziel es war, selbst einmal Premierminister zu werden. Heseltine hatte als Verteidigungsminister hart darum gekämpft, dass ein Teil eines großen Flottenauftrags nach Merseyside gehen sollte und sich mit Erfolg energisch Thatchers ursprünglicher Vorstellung widersetzt. Danach war Thatcher in der Meinung von Schatzkanzler Nigel Lawson nur umso entschlossener, Heseltine bei nächster Gelegenheit in die Schranken zu weisen. Umgekehrt war Heseltine bei diversen politischen Sachfragen zunehmend unzufrieden mit der Linie, die Thatchers Regierung verfolgte. Im Oktober 1985 prophezeite ein Artikel in The Sunday Times, dass Heseltine auf einen spektakulären Rücktritt zusteuere.

## Situation der Firma Westland Helicopters 1986

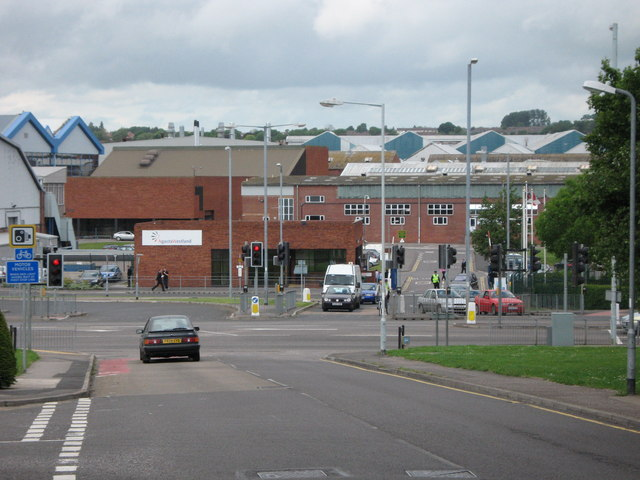
Westland-Fabrik in Yeovil

In den 1980er-Jahren war die Firma Westland Helicopters zunehmend in ökonomische Schwierigkeiten geraten und arbeitete unprofitabel. Obwohl vom geschäftlichen Gesamtvolumen her insgesamt unbedeutend, war die Firma der einzige britische Hersteller von Helikoptern für das britische Militär und hatte insofern eine politische Relevanz. Alan Bristow, Gründer der Firma Bristow Helicopters, bot eine Übernahme von Westland an. Jedoch verlangte er im Gegenzug eindeutige Garantien des britischen Verteidigungsministeriums über künftige Aufträge für Westland. Im Juni 1985 zog er sein Übernahmeangebot wieder zurück. Daraufhin wurde Sir John Cuckney neuer Vorsitzender der Firma Westland und schlug vor, dass ein Teilhaber eine Beteiligung von 29,3 % an der Firma übernehmen solle, um Westland auf diese Weise dringend benötigtes frisches Kapital zu verschaffen. Jedoch fand sich in der Folge kein britischer Investor für das Vorhaben. Die amerikanische United Technologies Corporation, zu der auch die Firma Sikorsky Aircraft gehörte, legte dagegen nun ein Angebot für Westland vor.

## Hergang der Affäre

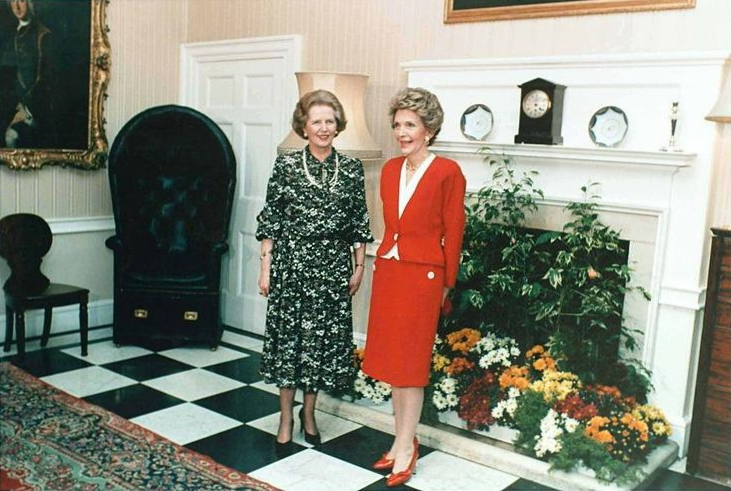
Margaret Thatcher (links) 1986 mit Nancy Reagan

Mitte Oktober schlug Heseltine dann ein europäisches Konsortium vor, das aus der französischen Firma Aérospatiale, der italienischen Agusta und der deutschen Firma Messerschmitt-Bölkow-Blohm bestand. Der Vorstand von Westland (darin von Thatcher und Teilen des Kabinetts unterstützt) sprach sich jedoch im November für das amerikanische Angebot aus. Dennoch trieb Heseltine die Kooperation mit dem europäischen Konsortium unter Führung der italienischen Agusta voran. In die Auseinandersetzung wurde auch Leon Brittan direkt involviert, da er als Minister für Handel und Industrie für die Zustimmung der Übernahme verantwortlich war.
Anfang Dezember 1985 kam es zu mehreren ad hoc-Treffen von Kabinettsmitgliedern, die sich mit Heseltines Vorschlägen befassten. Diese Diskussionen endeten unentschieden, wobei die Mehrheit dafür war, Westlands Vorstand entscheiden zu lassen. Heseltine wurde jedoch Zeit gegeben, bis zum 13. Dezember ein für Westland zukunftsträchtiges Angebot eines Konsortiums vorzuschlagen, woraufhin er ein Konsortium vorschlug, in dem nun zusätzlich auch British Aerospace involviert war. Dieses wurde jedoch ebenfalls vom Westland-Vorstand abgelehnt. Am 16. Dezember gab Leon Brittan im Unterhaus zu Protokoll, dass die Entscheidung dem Westland-vorstand überlassen werde. Dies wurde drei Tage später für wenige Minuten im Kabinett besprochen und abgesegnet. Zudem wurde Heseltine dazu aufgefordert, nun seine Bemühungen für eine europäische Übernahme einzustellen.
Heseltine akzeptierte dies jedoch nicht und bestand weiter darauf, die Angelegenheit in einem ausführlichen Rahmen dem gesamten Kabinett vorzutragen. Er bemühte sich nun darum, die Auseinandersetzung in einen breiteren Kontext zu stellen und porträtierte sie als Kampf zwischen seinem europafreundlichen Ansatz und Thatchers Amerikanismus. Zudem wurde ein Memorandum Heseltines veröffentlicht, in dem dieser Informationen zusammengetragen hatte, die ausführten, dass Westland im Fall einer Übernahme durch Sikorsky keine europäischen Aufträge mehr bekommen würde. Über die Weihnachtspause griffen die britischen Medien vermehrt den Streit im Kabinett auf.
Thatcher erörterte mit Vertrauten die Möglichkeit, Heseltine zu entlassen, da dieser sich in ihren Augen als illoyal präsentiert hatte. Sie wagte es aus taktischen Gründen jedoch nicht, Heseltine zu entlassen. Jedoch tauchte ein kritisches offizielles Dossier des Kronanwalts, welches Heseltines Position unterminieren sollte, in der Presse auf.
Der temperamentvolle Heseltine, der sich im Kabinett zunehmend isoliert fand, stürmte bei einer Kabinettssitzung am 9. Januar 1986 aus dem Kabinettsraum, nachdem er von Thatcher und dem überzeugten Thatcheristen Nicholas Ridley hart angegangen worden war. Kurz danach veröffentlichte er ein ausführliches Memorandum, in dem er seinen Rücktritt erklärte und von einem kompletten Zusammenbruch der gemeinschaftlichen Kabinettsverantwortung sprach.
Im Unterhaus beklagte Heseltine wenig später erneut den Zusammenbruch der gemeinschaftlichen Verantwortung des Kabinetts.

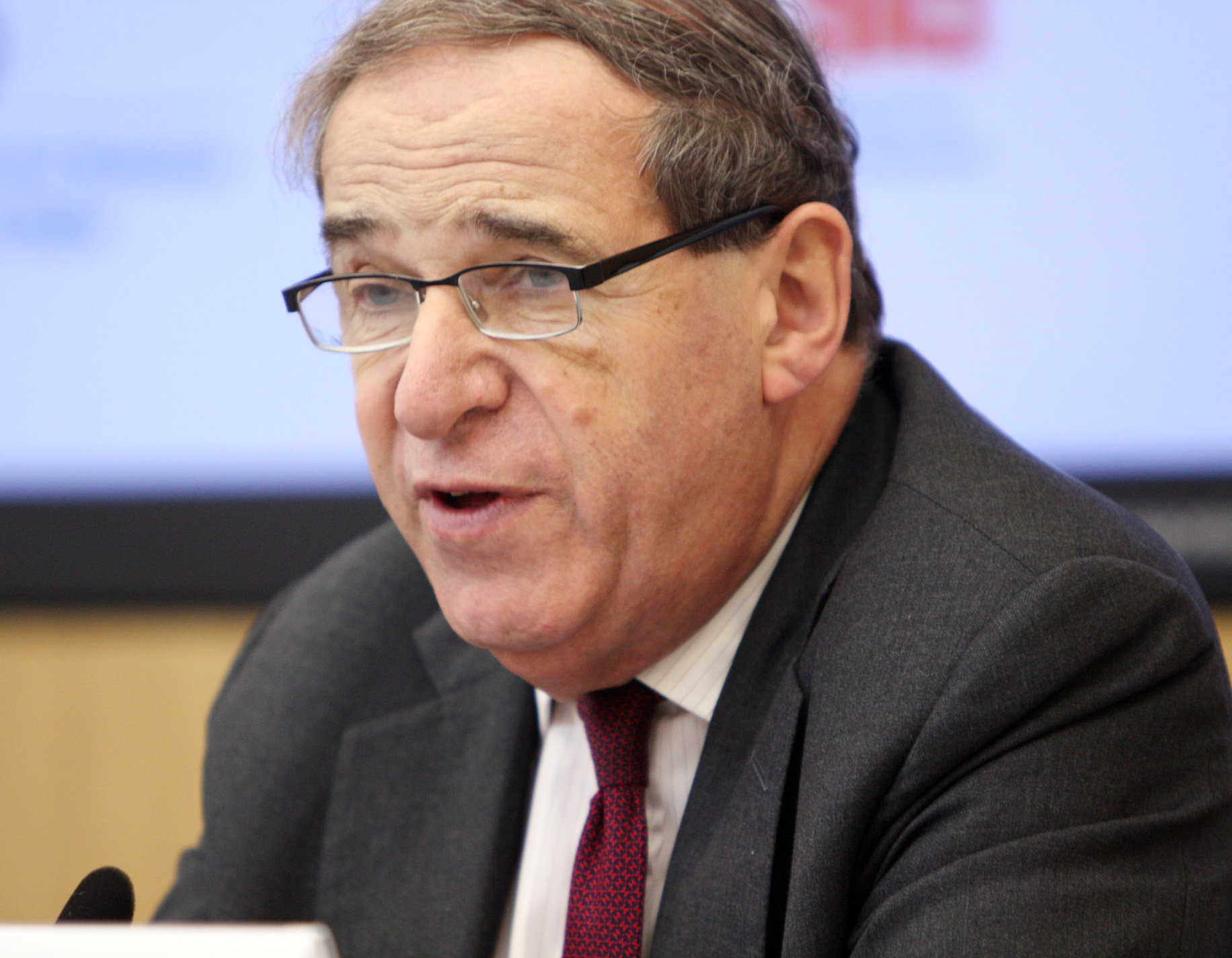
Leon Brittan (Foto von 2011)

In der Folge musste Thatchers Gefolgsmann Leon Brittan vom Posten des Handels- und Industrieministers zurücktreten, nachdem bekannt geworden war, dass das kritische Dossier aus seinem Ministerium stammte. Er gab an, auf Wunsch von Thatchers engsten Beratern, Charles Powell und Bernard Ingham, gehandelt zu haben. Thatcher selbst berief sich dagegen darauf, von der Weitergabe des Dossiers an die Presse ahnungslos gewesen zu sein.
Im Unterhaus musste Thatcher eine kritische Debatte überstehen und mehrere Angriffe auf ihre persönliche Integrität abwehren. Sie blieb bei ihrer bereits vorher öffentlich vorgetragenen Linie und verneinte, von dem aus Brittans Ministerium der Presse zugespielten Dossier bereits vorher gewusst zu haben. Der Oppositionsführer Neil Kinnock (Labour) schaffte es nicht, Thatcher entscheidend in Bedrängnis zu bringen oder ihr eine Lüge nachzuweisen.
Heseltine, der nicht als illoyal erscheinen wollte, zeigte sich in der Debatte loyal zur Regierung und griff Oppositionsführer Neil Kinnock an. Er erklärte die Angelegenheit für beendet und stimmte bei der von Labour anberaumten Vertrauensabstimmung für Thatchers Regierung.

## Folgen
Die Westland-Affäre fügte Thatchers öffentlichem Ansehen schweren Schaden zu. Sie legte ihren autoritären und teils auch abschätzigen Umgang mit ihren Kabinettskollegen offen. Zum ersten Mal seit 1982 erschien sie angreifbar. Zudem griffen die Medien als Thema nun auch Thatchers autoritären Regierungsstil auf, der in hartem Gegensatz zum Idealbild der kollektiven Verantwortung früherer Kabinette stand, wie es sich zu Beginn des 20. Jahrhunderts etabliert hatte. Auch das von ihrem inneren Kreis regelmäßig praktizierte Weitergabe von Informationen um Thatchers politische Gegner zu unterminieren, wurde zum Gegenstand kritischer Berichterstattung in den britischen Medien.
Michael Heseltine zog sich auf die Hinterbänke zurück; für die Dauer des Wahlkampfs 1987 unterstützte er Thatchers Regierung loyal, danach wurde er für sie zum Herausforderer in Wartestellung. Finanziell unabhängig, konnte er es sich leisten, eine private Kampagne zu starten, durch das Land zu reisen und viele der lokalen konservativen Parteiorganisationen zu besuchen, um dort seine angeschlagene Reputation wiederherzustellen. Vier Jahre später forderte er die mittlerweile politisch geschwächte Thatcher heraus und kandidierte für den Parteivorsitz der Konservativen Partei. Obwohl er sie bei der parteiinternen Abstimmung nicht schlagen konnte, verfehlte Thatcher ebenfalls das für ihre Wiederwahl notwendige Quorum und trat aufgrund der mangelnden Unterstützung im Kabinett kurz darauf erzwungenermaßen zurück.